# ملیتا
ملیتا (انگلیسی: Melitta) شرکت قهوه‌سازی آلمانی است، که در سال ۱۹۰۸ تأسیس شد.